# 第一代什鲁斯伯里伯爵约翰·塔尔博特

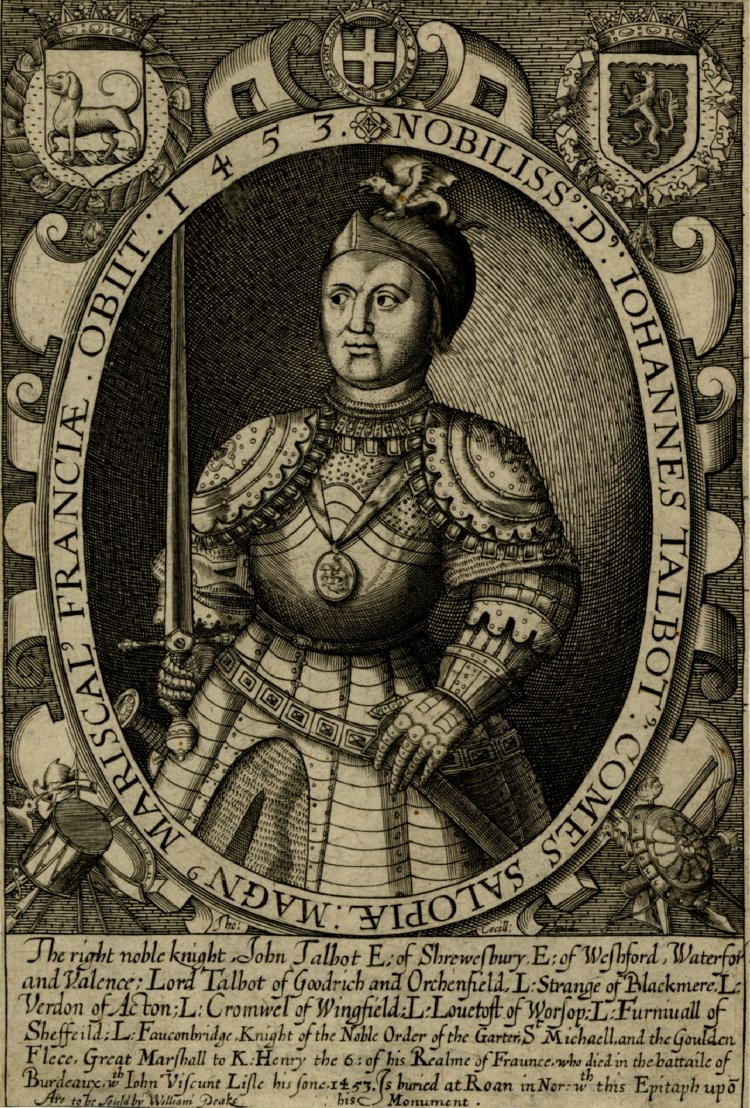
第一代什魯斯伯里伯爵约翰·塔尔波特

約翰·塔爾波特KG，第一代什魯斯伯里及沃特福德伯爵（John Talbot, 1st Earl of Shrewsbury and 1st Earl of Waterford，約1387年—1453年7月17日），又被稱為老塔爾波特，出生於施洛普郡，是英法百年戰爭期间的英國軍事將領。

## 早年生涯
自1404~1413年，他和他的哥哥吉爾伯特參加了威爾斯戰爭(歐文·格林杜爾叛亂)。並在1414年2月後的五年間擔任愛爾蘭領地的統治者，在此經歷一些戰鬥。之後他與奧蒙德伯爵、格雷爵士為韋克斯福德的繼承權起爭執。這一爭執在1440年代達到高潮，而被英國樞密院斥責削弱英國在愛爾蘭的統治。最後雙方以聯姻的方式結束爭端。
1420到1424年間他在法國服役，僅在第一年年末返國籌備亨利五世之妻嘉芙蓮的加冕禮。
在1421年5月回國參加韋納伊戰役，並在1424年8月17日獲頒嘉德勳章。在1425年短暫回復愛爾蘭統治者，在1446~1447又再度復職。

## 在法國的事業
在1427年他再度返回法國，與培福公爵、沃里克伯爵等人共同戰鬥。在曼恩地區與奧爾良之圍有傑出的表現。1429年6月18日在帕提戰役中遭到俘虜，而被囚禁四年。
後來與法國將領尚·普騰·桑特萊伊交換獲釋，並在1433年5月返回英國。7月作為薩默塞特伯爵的下屬回到法國。
塔爾波特是位勇敢且好鬥的戰士，可能是當代最大膽的將領。他與他的部隊隨時都做好收復城市並面對法軍前進的準備，快速侵攻是他的代表戰術。作為獎賞他被指派為法國與諾曼第地區的地方管領與陸軍將領，並在1433年經培福公爵推派為克勒芒伯爵。
1436年1月他領導一支小隊在盧昂附近重創拉·海爾與桑特萊伊。隔年他大膽通過索姆河，並指派許多勃艮地人前往戰鬥。1439年12月他的營區遭到敵人側面奇襲，他便從布列塔尼公爵處調派6000名精兵，隔年收復哈夫勒爾。1441年他四次追擊法軍而跨越塞納河與瓦茲河，不過都徒勞無功。

## 什魯斯伯里伯爵
大約在1442年2月，塔爾波特回到英國為諾曼地的約克的理查請求緊急支援。3月，在國王的命令之下，船隻自倫敦港與桑威治集結。
在5月20日的聖靈降臨節上，亨利六世授予他施洛普郡伯爵的封號，但大部分人還是稱他為什魯斯伯里伯爵。5天後，他隨著援軍在六月集結於法國哈夫勒爾。在此時他首度見到自己的六歲女兒埃莉諾，並使瑪格莉特女爵懷有另一個孩子。
在1443年6月，他又一次為約克公爵回國請求支援，但這次被英國議會拒絕，相對的送一支獨立部隊給塔爾波特的義兄弟埃德蒙·蒲福。他的兒子克里斯多福爵士之後逗留在英國，但在8月10日遭自己部屬以長槍謀殺。

## 英國阿基里斯

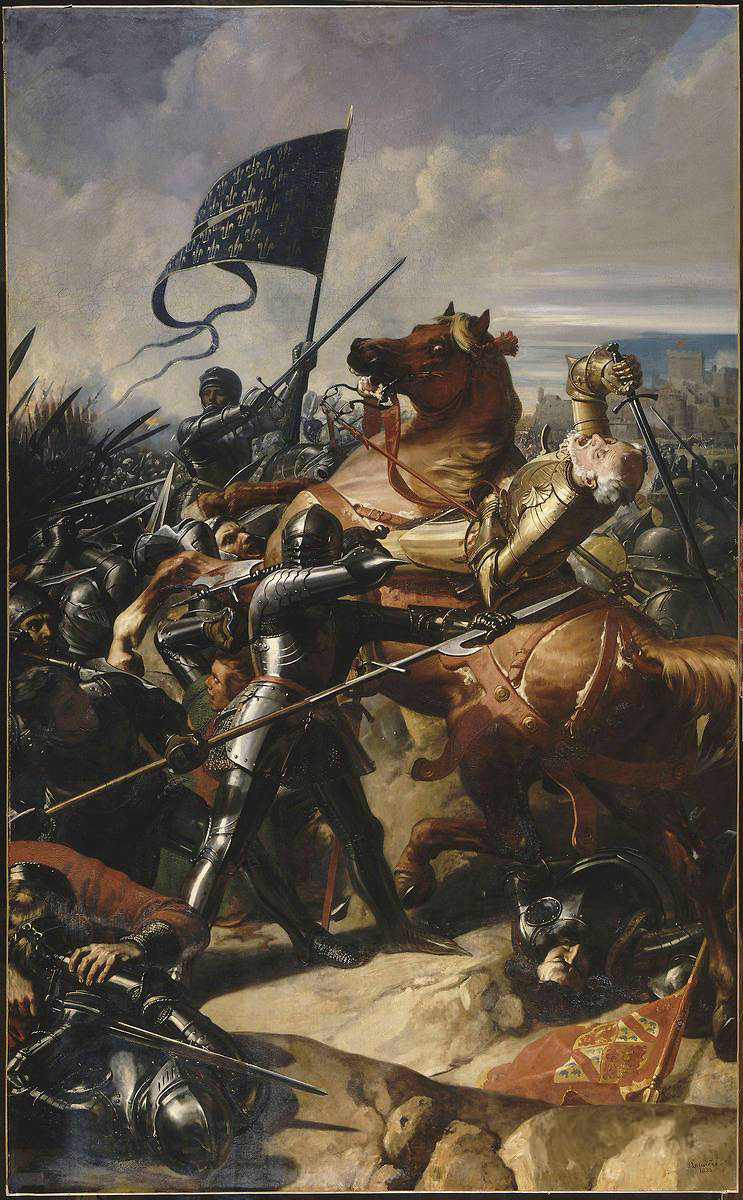
塔爾波特死於卡斯蒂隆戰役

塔爾波特在1445年被英王亨利六世(同時作為法王)指派為法國治安官。1449年在盧昂被抓為人質，並立誓不再披甲上戰場對抗法王，而他也遵守承諾。不過雖然他個人不再直接參與戰鬥，他還是繼續指揮英軍與法軍對抗。1453年塔爾波特在波爾多附近的卡斯蒂隆戰役遭擊敗而陣亡，也代表英國失去在阿基坦公國的統治(百年戰爭的起因之一)。他的遺體被葬在施洛普郡的教堂。法國將領們勝利後為塔爾波特立下紀念碑，而法國的編年史家也頌讚他。
即使塔爾波特被認為是位偉大的戰士，還是有人懷疑他的將才。主要的批判是對於他輕率的性格。速度與侵略性是取得中世紀戰爭勝利的關鍵元素，而塔爾波特因軍隊數量上的劣勢也必須使用令人出其不意的戰術。他甚至常常對不想與之戰鬥的對手們開戰。
1429年在帕提戰役中，約翰·法斯特爾夫要求他不要戰鬥，但在法國方面卻因聖女貞德的激勵，使士氣空前高昂，最後吃下了敗仗。使得針對輕率地批評較為令人的信服的例子為其在卡斯蒂隆戰役中，受到錯誤情報引導，直接衝進法軍穩固的陣地，面對直接的炮擊與超過他部隊六倍的敵人。

## 文化影響
他的英雄形象是在莎士比亞劇作《亨利六世 (第一部)》中被塑造：「勇士塔爾波特，什魯斯伯里伯爵，由他少數的戰勝所塑造。」塔爾波特的失敗全數被歸咎於法斯特爾夫與和英國議會的長期爭執。湯瑪斯·納什在他出版的小冊子《貧窮的皮爾斯》(Pierce Penniless)對本劇做了評論，讓塔爾波特在過世200年後，重新成為英國人的典範。
約翰·塔爾波特在日本光榮的電玩遊戲長劍風暴：百年戰爭中登場，做為黑太子愛德華的左手。
在PSP電玩遊戲─聖女貞德(JEANNE D'ARC)中，塔爾波特為玩家的主要對手之一。